# 奧蘭治維爾 (伊利諾伊州)
奧蘭治維爾（英語：Orangeville）是位於美國伊利諾伊州斯蒂芬森縣的一個村落。

## 地理
奧蘭治維爾的座標為42°28′01″N 89°38′46″W / 42.46694°N 89.64611°W，而該地最高點為海拔高度250米（即820英尺）。

## 人口
根據2010年美國人口普查的數據，奧蘭治維爾的面積為1.23平方千米，當中陸地面積為1.23平方千米，而水域面積為0.00平方千米。當地共有人口793人，而人口密度為每平方千米644人。